# James Louis Garvin
James Louis Garvin (12 de Abril de 1868 — 23 de Janeiro de 1947 foi um jornalista do Reino Unido.
Garvin trabalhou no "Pall Mall Gazette" de 1912 a 1915 e para "The Observer" de 1908 a 1942. Também escreveu para o "Sunday Express" e para "The Daily Telegraph" e foi editor-chefe da Encyclopædia Britannica (1926-1932).